# 1986 au théâtre
| Années du théâtre : 1983 - 1984 - 1985 - 1986 - 1987 - 1988 - 1989    |
| Décennies du théâtre : 1950 - 1960 - 1970 - 1980 - 1990 - 2000 - 2010 |

Cet article présente les faits marquants de l'année 1986 au théâtre.

## Événements
- Première édition du Festival international de théâtre de rue d'Aurillac.
- Danielle Dumas prend la direction de la revue L'Avant-Scène jusqu'en 2001, et restera rédactrice en chef jusqu'en 2004.
- Rudolf Rach et Katarina von Bismarck prennent la direction des éditions de L'Arche, jusqu'à son rachat par Claire Stavaux en 2017.

## Pièces de théâtre représentées
- février : Britannicus de Jean Racine, mise en scène de Bernard Pisani avec Jean-Claude Aubé, Théâtre Mouffetard.
- 6 mars : Madame de Sade de Yukio Mishima, mise en scène Sophie Loucachevsky, Théâtre national de Chaillot.
- 9 septembre : L'Amuse-gueule de Gérard Lauzier.
- Coup de foudre d'après Herman Melville, avec Gérard Chaillou, mise en scène de Hervé Pierre.
- L'Échange de Paul Claudel, mise en scène Didier-Georges Gabily, Centre Théâtral du Maine.
- L'Échange de Paul Claudel, mise en scène Antoine Vitez, Théâtre national de Chaillot.
- La Maison du lac d'Ernest Thompson, mise en scène  Raymond Gérôme, Théâtre Montparnasse, avec Edwige Feuillère et Jean Marais

## Naissances
- 1er octobre : Typhaine D, comédienne, dramaturge et metteuse en scène française.

## Décès
- 25 janvier : Robert Ancelin (°1922)
- 25 février : Lucien Hubert (°1906)
- 15 avril : Jean Genet (°1910)
- 16 avril : Pia Colombo (°1934)
- 19 juin : Coluche (°1944)
- 28 juin : Gilberte Géniat (°1916)
- 4 octobre : André Lang (°1893)
- 27 octobre : Roland Piétri (°1910)
- 13 novembre : Thierry le Luron (°1952)
- 14 décembre : Claude Bertrand (°1919)